# Randy Bernard
Randy Bernard est l'actuel directeur de l'IndyCar, il a remplacé Tony George en 2010.

## Biographie
Il travaille aujourd'hui pour augmenter la popularité de ce sport, subissant actuellement celle de la NASCAR, ainsi qu'à élargir le calendrier où il vise un 50/50 entre les courses sur ovale et celles sur circuit automobile ou urbain.
Actuellement, son principal objectif est plus que jamais de renforcer la sécurité pour les pilotes, il supervisait en 2011 le travail du personnel et des pilotes sur le nouveau châssis qui entrera en vigueur en 2012, le DW12, nommé en hommage à Dan Wheldon qui effectuait les principaux essais.

Conscient qu'il faut éviter de revivre le drame de Las Vegas cette même année, il affirme que ce nouveau châssis sera plus sécurisant pour les pilotes et que l'IndyCar, avec l'arrivée de Lotus et le retour de Chevrolet, devrait entrer dans une nouvelle ère.
Entre 1995 et 2010, Randy Bernard était également le PDG du Professional Bull Riders.